# ناس‌ایر
ناس‌ایر (به انگلیسی: Nasair) یک شرکت هواپیمایی با کد یاتا UE است که در تاریخ ۲۰۰۶ میلادی تأسیس شده است.
دفتر مرکزی ناس‌ایر در اسمره، اریتره واقع شده‌است و قطب این شرکت هواپیمایی در فرودگاه بین‌المللی اسمره قرار دارد و به ۷ مقصد، پرواز مستقیم انجام می‌دهد.

## مقصدهای پروازی

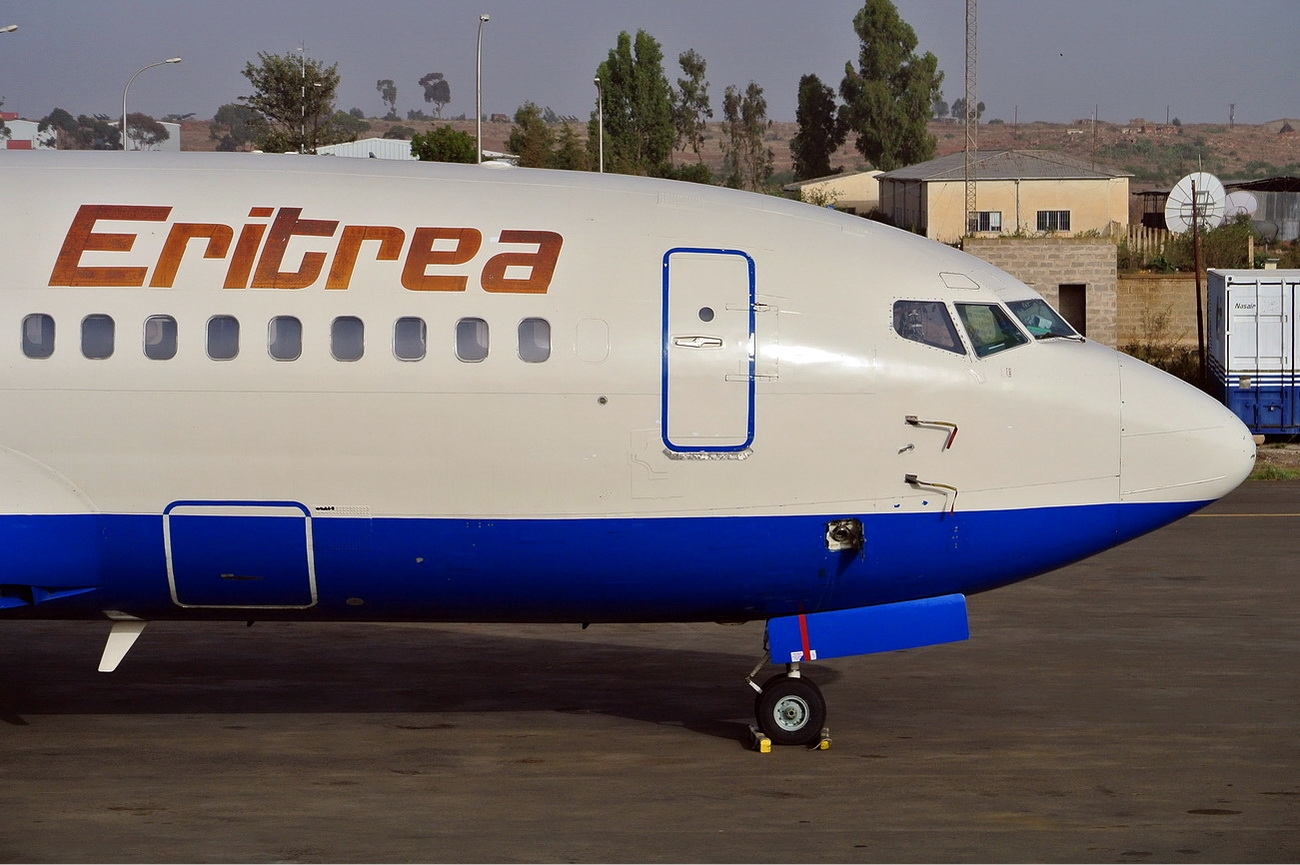
یک فروند بوئینگ ۷۳۷ ناس‌ایر.

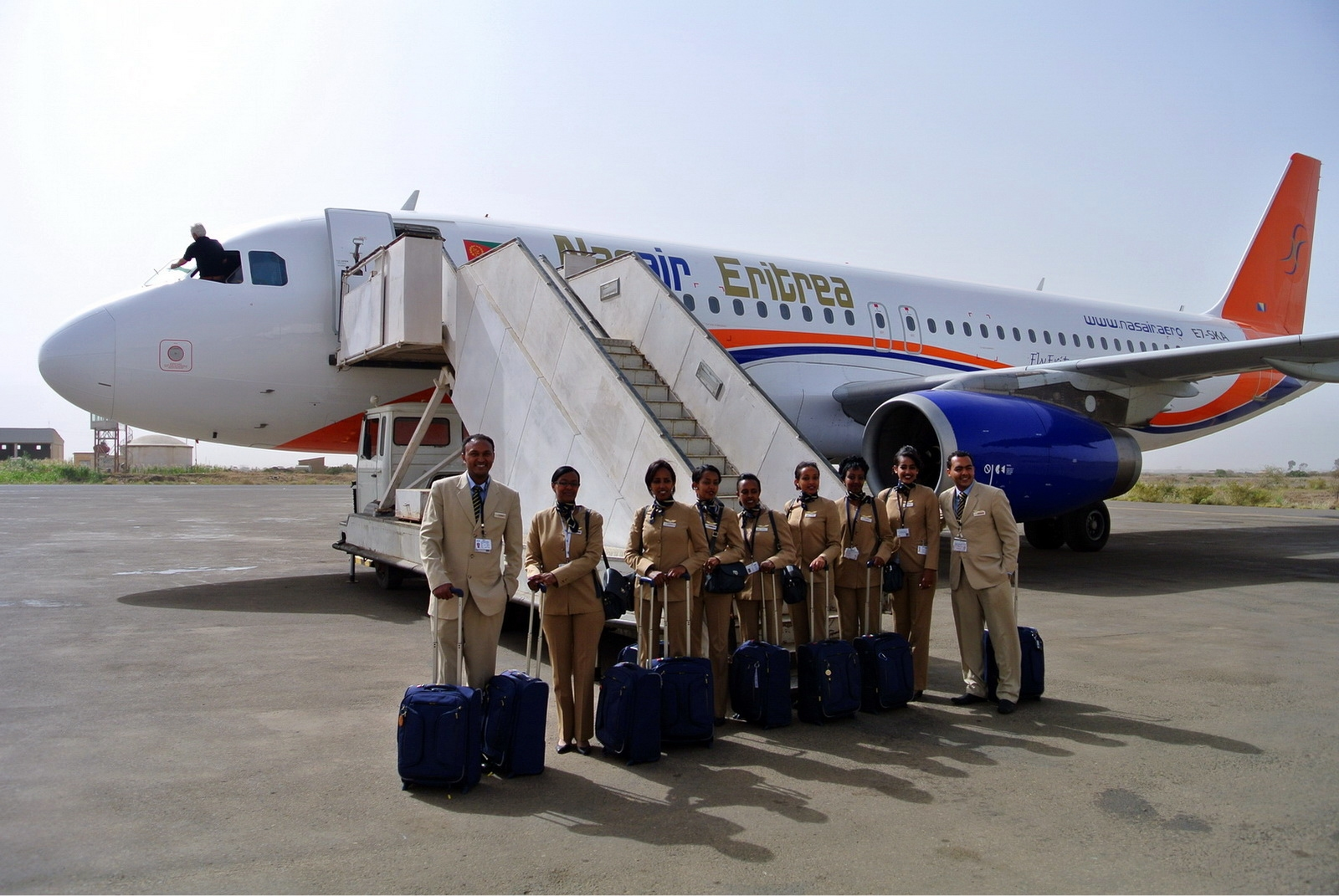
یک فروند هواپیمای خانواده ایرباس ای۳۲۰ به‌همراه خدمهٔ ناس‌ایر.

مقصدهای پروازی ناس‌ایر به شرح زیر است (نوامبر ۲۰۱۲):
آفریقا
 اریتره
- Massawa (فرودگاه بین‌المللی ماساوا) قطب

 کنیا
- نایروبی (فرودگاه بین‌المللی جومو کنیاتا)

 سودان
- خرطوم (فرودگاه بین‌المللی خرطوم)

 سودان جنوبی
- جوبا – (فرودگاه جوبا)

 اوگاندا
- انتبه (فرودگاه بین‌المللی انتبه)

آسیا
 امارات متحده عربی
- شهر دبی (فرودگاه بین‌المللی دوبی)

 عربستان سعودی
- دمام (فرودگاه بین‌المللی ملک فهد)
- جده (فرودگاه بین‌المللی ملک عبدالعزیز)